# مشعل حميد
مشعل حميد الظفيري، من مواليد 9 فبراير 1985 في الجهراء في الكويت، لاعب كرة قدم سعودي.
و قد بدأ مسيرته الكروية مع نادي الكويت، وفي ديسمبر 2005 أعير إلى نادي الجهراء، ولعب معهم حتى سبتمبر 2006، وبعدها عاد إلى نادي الكويت و بعدها لعب مع نادي السالمية و نادي التضامن.